# Sashimono (Holztechnik)

Explosionszeichnung einer Sashimono-Holz-Längsverbindung – fester Sitz und stabile Verbindung der passgenauen Verzahnung werden durch einen kleinen Holzstab gewährleistet

Der japanische Begriff Sashimono (bzw. Edo Sashimono) bezeichnet im Zusammenhang mit Holztechnik und Holzverbindungen sowie in Holzgewerken wie Zimmerei, Schreinerei, Möbel- und Hausbau usw. traditionelle konstruktive, sehr haltbare, teils recht aufwändige bzw. komplexe und grazil bis kunstvoll handwerklich hergestellte, auch „unsichtbare“ passgenaue Verbindungen von Holzbauteilen ohne Zuhilfenahme weiterer Hilfsmittel wie Leim oder Metall-Beschläge wie Schrauben etc.
Edo Sashimono wird von der japanischen Regierung als traditionelles japanisches Handwerk bezeichnet; der Begriff leitet sich von der traditionellen Praxis ab, ein Holzlineal namens Monosash zu verwenden, um Holzmaterialien sorgfältig zu messen.

## Geschichte
„Edo Sashimono“ bezieht sich auf die japanische Holzschreinerei, die sich im 17. bis 19. Jahrhundert entwickelte; die Technik wurde in der Tischlerei für Samurai-Familien und wohlhabende Kaufleute eingeführt.

## Praxis
In betreffende Holzteile werden Aussparungen oder Rillen gearbeitet, sogenannte „Hozo“, um zwei Teile in einer „Blindverbindung“ zu verbinden, die von außen mehr oder weniger nicht sichtbar ist.